# Osiedle Bocianie Gniazdo
Osiedle Bocianie Gniazdo – osiedle w Krakowie wchodzące w skład Dzielnicy IV Prądnik Biały, niestanowiące jednostki pomocniczej niższego rzędu w ramach dzielnicy.
Granicę wschodnią i południową osiedla stanowi ulica Siewna, a na zachodzie ulica Bociana (tam osiedle graniczy z Osiedlem Atrium Park).

## Historia
Osiedle powstało w latach 2007–2008 na terenie dawnej XL dzielnicy katastralnej Górka Narodowa. Zabudowa osiedla zrealizowana na początku XX wieku złożona jest głównie z bloków wybudowanych z cegły, pokrytych tynkiem. 
Na terenie osiedla znajduje się czwarty najwyższy budynek w Krakowie – Bocianie Gniazdo (Okrąglak), mierzący 62 metry wysokości. Zabudowę osiedla uzupełniają pawilony handlowo-usługowe, szkoły językowe oraz centrum leczenia. Na osiedlu znajduje się również niewielki plac zabaw.
W 2023 roku oddano do użytku linię tramwajową do Górki Narodowej, oddaloną od osiedla o około 500 metrów. Linia ta wchodzi w skład Krakowskiego Szybkiego Tramwaju.